# Deinostigma poilanei
Deinostigma poilanei är en tvåhjärtbladig växtart som först beskrevs av François Pellegrin, och fick sitt nu gällande namn av Wen Tsai Wang och Z.Y. Li. Deinostigma poilanei ingår i släktet Deinostigma och familjen Gesneriaceae. Inga underarter finns listade i Catalogue of Life.